# Lijst van professionele wielerploegen in 2025
Lijst van wielerploegen die officieel door de UCI geregistreerd zijn in 2025. De lijst bevat UCI WorldTeams, ProTeams, Women's WorldTeams en Women's ProTeams. De continentale ploegen worden niet opgenomen in deze lijst.

## WorldTeams

### Mannen
Dit seizoen zijn er net als in het voorgaande jaar achttien mannenploegen in de UCI World Tour. Er zijn twee ploegen, Team Picnic PostNL en XDS Astana Team, die ten opzichte van 2024 een naamsverandering ondergingen.
| Ploeg                      | Land                         | Renners | Fietsmerk  | UCI-Code | Sinds |
| -------------------------- | ---------------------------- | ------- | ---------- | -------- | ----- |
| Alpecin-Deceuninck         | België                       | 29      |            | ADC      |       |
| Arkéa-B&B Hotels           | Frankrijk                    | 27      |            | ARK      |       |
| Bahrain Victorious         | Bahrein                      | 30      |            | TBV      |       |
| Cofidis                    | Frankrijk                    | 30      |            | COF      |       |
| Decathlon AG2R La Mondiale | Frankrijk                    | 30      |            | DAT      |       |
| EF Education-EasyPost      | Verenigde Staten             | 29      | Cannondale | EFE      |       |
| Groupama-FDJ               | Frankrijk                    | 27      |            | GFC      |       |
| INEOS Grenadiers           | Verenigd Koninkrijk          | 29      |            | IGD      |       |
| Intermarché-Wanty          | België                       | 28      |            | IWA      |       |
| Lidl-Trek                  | Verenigde Staten             | 30      | Trek       | LTK      |       |
| Movistar Team              | Spanje                       | 28      |            | MOV      |       |
| Red Bull-BORA-hansgrohe    | Duitsland                    | 29      |            | RBH      |       |
| Soudal-Quick Step          | België                       | 30      |            | SOQ      |       |
| Team Jayco AlUla           | Australië                    | 30      | Giant      | JAY      |       |
| Team Picnic PostNL         | Nederland                    | 27      | Lapierre   | DFP      |       |
| Team Visma\|Lease a Bike   | Nederland                    | 29      |            | TVL      |       |
| UAE Team Emirates          | Verenigde Arabische Emiraten | 29      |            | UAD      |       |
| XDS Astana Team            | Kazachstan                   | 29      | XDS        | XAT      |       |

### Vrouwen
Dit seizoen zijn er net als in het voorgaande jaar vijftien vrouwenploegen in de UCI Women's World Tour. Er zijn twee ploegen, CANYON//SRAM zondacrypto en Team Picnic PostNL, die ten opzichte van 2024 een naamsverandering ondergingen.
| Ploeg                          | Land                         | Rensters | Fietsmerk | UCI-Code | Sinds |
| ------------------------------ | ---------------------------- | -------- | --------- | -------- | ----- |
| AG Insurance-Soudal            | België                       | 19       |           | AGS      |       |
| CANYON//SRAM zondacrypto       | Duitsland                    | 18       |           | CSR      |       |
| Ceratizit-WNT Pro Cycling Team | Duitsland                    | 13       |           | CTC      |       |
| FDJ-SUEZ                       | Frankrijk                    | 18       |           | TFS      |       |
| Fenix-Deceuninck               | België                       | 13       |           | FDC      |       |
| Human Powered Health           | Verenigde Staten             | 14       |           | HPH      |       |
| Lidl-Trek                      | Verenigde Staten             | 19       | Trek      | LTK      |       |
| Liv AlUla Jayco                | Australië                    | 14       | Giant     | LIV      |       |
| Movistar Team                  | Spanje                       | 18       |           | MOV      |       |
| Roland                         | Zwitserland                  | 11       | Pinarello | CGS      |       |
| Team Picnic PostNL             | Nederland                    | 17       | Lapierre  | DFP      |       |
| Team SD Worx-Protime           | Nederland                    | 18       |           | SDW      |       |
| Team Visma\|Lease a Bike       | Nederland                    | 18       |           | TVL      |       |
| UAE Team ADQ                   | Verenigde Arabische Emiraten | 18       |           | UAD      |       |
| Uno-X Mobility                 | Noorwegen                    | 16       | Ridley    | UXM      |       |

## ProTeams

### Mannen
Dit seizoen zijn er net als in het voorgaande jaar zeventien mannenploegen in de UCI ProSeries. Er zijn vijf ploegen, Lotto, Team Polti VisitMalta, Toscana Factory Team Vini Fantini, Unibet Tietema Rockets en Wagner Bazin WB, die ten opzichte van 2024 een naamsverandering ondergingen. Bovendien veranderde Unibet Tietema Rockets van een Nederlandse naar een Franse licentie.
| Ploeg                             | Land             | Renners | Fietsmerk  | UCI-Code | Sinds |
| --------------------------------- | ---------------- | ------- | ---------- | -------- | ----- |
| Burgos-BH                         | Spanje           | 22      | BH         | BBH      |       |
| Caja Rural-Seguros RGA            | Spanje           | 23      | MMR        | CJR      |       |
| Equipo Kern Pharma                | Spanje           | 22      |            | EKP      |       |
| Euskaltel-Euskadi                 | Spanje           | 21      |            | EUS      |       |
| Israel-Premier Tech               | Israël           | 30      |            | IPT      |       |
| Lotto                             | België           | 25      |            | LOT      |       |
| Q36.5 Pro Cycling Team            | Zwitserland      | 24      |            | Q36      |       |
| Team Flanders-Baloise             | België           | 20      |            | TFB      |       |
| Team Novo Nordisk                 | Verenigde Staten | 20      |            | TNN      |       |
| Team Polti VisitMalta             | Italië           | 20      |            | PTV      |       |
| Toscana Factory Team Vini Fantini | Italië           | 9       |            | TFT      |       |
| TotalEnergies                     | Frankrijk        | 26      |            | TEN      |       |
| Tudor Pro Cycling Team            | Zwitserland      | 30      |            | TUD      |       |
| Unibet Tietema Rockets            | Frankrijk        | 25      | Cannondale | RKT      |       |
| Uno-X Mobility                    | Noorwegen        | 26      | Ridley     | UXM      |       |
| VF Group-Bardiani CSF-Faizanè     | Italië           | 23      |            | VBF      |       |
| Wagner Bazin WB                   | België           | 22      |            | WB2      |       |

### Vrouwen
Dit seizoen, het eerste waarin deze categorie actief is, zijn er zeven vrouwenploegen in de UCI Women's ProSeries.
| Ploeg                                | Land             | Renners | Fietsmerk  | UCI-Code | Sinds |
| ------------------------------------ | ---------------- | ------- | ---------- | -------- | ----- |
| Arkéa-B&B Hotels                     | Frankrijk        | 14      |            | ARK      |       |
| Cofidis                              | Frankrijk        | 17      |            | CWT      |       |
| EF-Oatly-Cannondale                  | Verenigde Staten | 18      | Cannondale | EFO      |       |
| Laboral Kutxa-Fundación Euskadi      | Spanje           | 14      |            | LKF      |       |
| Saint Michel-Preference Home-Auber93 | Frankrijk        | 11      |            | AUB      |       |
| VolkerWessels                        | Nederland        | 18      |            | VWT      |       |
| Winspace Orange Seal                 | Frankrijk        | 12      |            | WOS      |       |

Alpecin-Deceuninck · Arkéa-B&B Hotels · Bahrain Victorious · Cofidis · Decathlon AG2R La Mondiale · EF Education-EasyPost · Groupama-FDJ · INEOS Grenadiers · Intermarché-Wanty · Lidl-Trek · Movistar Team · Red Bull-BORA-hansgrohe · Soudal Quick-Step · Jayco AlUla · Team Picnic PostNL · UAE Team Emirates-XRG · Visma-Lease a Bike · XDS Astana Team
Burgos-Burpellet-BH · Caja Rural-Seguros RGA · Equipo Kern Pharma · Euskaltel-Euskadi · Israel-Premier Tech · Lotto · Q36.5 Pro Cycling Team · Team Flanders-Baloise · Team Novo Nordisk · Team Polti VisitMalta · Toscana Factory Team Vini Fantini · TotalEnergies · Tudor Pro Cycling Team · Unibet Tietema Rockets · Uno-X Mobility · VF Group-Bardiani CSF-Faizanè · Wagner Bazin WB
AG Insurance-Soudal · Canyon//SRAM zondacrypto  · Ceratizit-WNT Pro Cycling · FDJ-SUEZ · Fenix-Deceuninck · Human Powered Health · Lidl-Trek · Liv AlUla Jayco · Movistar · Roland · Team Picnic PostNL · SD Worx-Protime · Team Visma|Lease a Bike · UAE Team ADQ · Uno-X Mobility
Arkéa-B&B Hotels · Cofidis · EF-Oatly-Cannondale · Laboral Kutxa-Fundación Euskadi · Saint Michel-Preference Home-Auber93 · VolkerWessels · Winspace Orange Seal